# Perdita trifasciata
Perdita trifasciata är en biart som beskrevs av Timberlake 1953. Perdita trifasciata ingår i släktet Perdita och familjen grävbin. Inga underarter finns listade i Catalogue of Life.